# 貢恰里夫卡 (別爾哥羅德-德涅斯特羅夫斯基區)
46°14′23″N 30°4′15″E / 46.23972°N 30.07083°E
洪恰里夫卡（烏克蘭語：Гончарівка）是位於烏克蘭西南部的村莊，由敖德萨州裡比爾霍羅德-德涅斯特羅夫斯基區的舊科扎切市鎮負責管轄。該村始建於1905年，面積0.69平方公里，2001年人口213，人口密度每平方公里308.7人。